# Херёй (Мёре-ог-Ромсдал)
Херёй (норв. Herøy) — коммуна в фюльке Мёре-ог-Ромсдал в Норвегии. Является частью региона Суннмёре. Административный центр — город Фуснавог на острове Бергсойя. Промышленная зона Эггесбонес расположена к югу от Фуснавога на том же острове. Экологический центр Рунде расположен в северной части муниципалитета на острове Рунде. Другие населенные пункты в Херёй включают деревни Лейконг, Квалсунд или Молтустранда.
Муниципалитет площадью 120 квадратных километров является 320-м по площади из 356 муниципалитетов Норвегии. Херёй - 122-й по численности населения муниципалитет Норвегии с населением 8900 человек. Плотность населения муниципалитета составляет 75,4 человека на квадратный километр.

## История
Херёй был учрежден как коммуна 1 января 1838 г. 1 января 1867 года западный район Херёй был отделен и превращён в новую коммуну Санне. 1 января 1873 года Санне был возвращен Херёю. 1 января 1889 года район Эйксунн и остров Экё были переданы из Санне в Херёй.
В течение 1960-х годов по всей Норвегии произошло много муниципальных слияний. 1 января 1964 года три фермы в долине Гурскедален  были переданы из Херёй в Санне. Также в этот день район Эйксунн и остров Эйка были переданы из Херёя соседней коммуне Ульстейн.

## Этимология
Коммуна назван в честь архипелага небольших островов (древнескандинавский: Herøyjar). Первый элемент - herr, что означает «армия», а последний элемент - форма множественного числа от øy, что означает «остров». До 1918 года название писалось как Herø.

## Герб
Герб был представлен 27 марта 1987 года. На гербе изображены два серебряных или белых форштевня корабля на синем фоне.

## Церкви
Церковь Норвегии имеет три прихода в коммуне Херёй. Он является частью Søre Sunnmøre prosti (благочиния) в епархии Мёре.